# Online-Buchungsverfahren
Online-Buchungsverfahren ist ein eigener Terminus im Reiserecht und auf Basis der Richtlinie (EU) 2015/2302 (Pauschalreiserichtlinie) geregelt.
Von verbundenen Online-Buchungsverfahren (Click-through-Regelung) spricht man, wenn ein Link auf der Website eines Anbieters auf die Website eines weiteren Anbieters verweist (z. B. von einem Beförderungsunternehmen (Bahn, Flug) zu einer Mietwagengesellschaft). Wenn innerhalb von 24 Stunden nach Buchungsbestätigung der ersten Reiseleistung ein weiterer Vertrag zwischen dem Reisenden und dem anderen Unternehmen bestätigt wird, wobei der erste Unternehmer den Namen, die Zahlungsdaten und die E-Mail-Adresse an den anderen Unternehmer weitergeleitet hat, ist ebenfalls von einer Pauschalreise auszugehen. Der erste Unternehmer wird dann zum Reiseveranstalter. Rechtsgrundlage ist § 651c Absatz 1 Bürgerliches Gesetzbuch.